# Prexeca Bangers
Prexeca Bangers é uma dupla musical de stronda formado por MC Fox$$ (Rodrigo Raposo) e McMãe (Vitor Castro) em 2001 na cidade do Rio de Janeiro, Brasil, considerada como a criadora do gênero. Seu estilo musical único tem como base o hip hop, e se mistura a diversos generos, como rock, reggae, samba, funk, e outros. Em suas canções pode se ver o uso de vários instrumentos.
Eles possuem três álbuns lançados e estão trabalhando em novo disco para 2013, Piratão de Inverno. Foram lançados como singles as canções "Pode Chamar Mais Muleh" e "Pra Cima de Moi" para promoção do álbum.

## História

### Inicio de carreira e primeiro disco
Rodrigo Raposo e Vitor Castro se encontraram no ensino médio, ginásio do Colégio Santo Agostinho na Barra da Tijuca. Eles faziam canções e paródias para quebrar a monotonia quando saturados com suas aulas, não se preocupando em se registar ou revelar nada. Coincidentemente, ambos foram estudar na PUC-Rio, mas em cursos diferentes. A parceria musical assim estava prestes a tomar uma nova direção, posteriormente surgindo, em 2004, o Prexeca Bangers. A dupla foi criadora do famoso lema "Vivo par Mulé" e também de gírias populares como "Stronda", "playsson", "barro", "mauriçoca", "garóti", entre outras.
Durante seus primeiros anos de carreira lançaram diversas músicas que podem ser facilmente encontradas no site YouTube. Ao gravar canções descompromissadas com qualquer estética formal ou pretensiosa, Rodrigo Raposo (MC Fox$$), na época estudante do curso de Economia, não imaginava que suas letras agressivas e escrachadas iriam se proliferar pela gema carioca para plena satisfação dos fanfarrões de plantão e desespero dos pais de família. Vítor Castro (McMãe), que cursava Publicidade e tinha uma banda de rock, Comando Jurema, ele viu sua arte se difundir muito além de seu ciclo de amizades sem nenhum esforço. O boca-a-boca e a frenética troca de informações pela internet espalhou a "Stronda Music" pelos quatro cantos do Brasil em um piscar de olhos. Desde então, a dupla Prexeca Bangers confronta algumas regras de etiqueta hipocrisia e conservadorismo. Muita controvérsia foi gerada pelo conteúdo de suas letras, a aceitação popular vem na mesma medida que a polêmica gerada por suas letras apimentadas e cheias de sarcasmo, retratando a mente insana e cheia de sacanagem da nossa juventude.
Seu primeiro álbum auto intitulado, Prexeca Bangers, foi lançado em 2009 contendo 11 faixas. Durante sua turnê "Prexeca Tour" passaram por norte a sul do Brasil, em Salvador, Manaus, São Paulo, Belo Horizonte, Porto Alegre, Santa Cruz do Sul, Floripa, Curitiba, Cabo Frio, Búzios, Contagem, Ilha do Mel, Novo Hamburgo, Atlântida, entre várias outras cidades. Se apresentaram também no Citibank Hall, Vivo Rio , Canecão e Cidade do Rock, com atos de apoio das bandas Dibob e Raimundos.

### Strondando a Porra Toda
No final de 2010, Prexeca Bangers lançou o single "Samurai do Kama-sutra" para divulgar seu segundo álbum, Strondando A Porra Toda. Em 23 de agosto de 2011 Prexeca Bangers lançou o segundo single do álbum, e também juntamente a seu primeiro videoclipe, com a canção "Tem Muleh". O álbum Strondando A Porra Toda foi lançado logo depois, pela Universal Music. O álbum polemico, também faz criticas sobre a mídia, sobre o caso Fox declara "Criticamos a indústria e quem consome essa porcaria, desde a empregada à patroa. O fato de o Chico Buarque ser um ótimo músico não quer dizer que uma foto dele saindo do mar com uma mulher tenha alguma relevância".

### Hits de VerãoePiratão de Inverno
Em dezembro de 2011, lançaram o primeiro single de seu terceiro álbum, "Eu Preparei Uma Bomba". No ano de 2012 em 5 de janeiro, lançaram os singles "Maconheira do Amor" e "Fugi do Hospicio". Eles fazem parte do álbum Hits de Verão que foi lançado em 4 de fevereiro de 2013 possuindo 9 faixas.
Logo após o lançamento de seu terceiro álbum, Prexeca Bangers já anunciou um novo álbum para este ano intitulado Piratão de Inverno, sem uma data de lançamento especifica. O primeiro single do álbum foi "Pode Chamar Mais Muleh", com produção de PitaChef. O segundo single e video musical, "Pra Cima de Moi", foi lançado oficialmente em 19 de julho de 2013. O filme foi gravado em diferentes cenários do Rio de Janeiro, da praia aos muros grafitados. Ele critica os altos salários dos políticos e a corrupção no Brasil. Tendo estreado na semana dos Protestos no Brasil em 2013, em entrevista ao O Globo, Fox conta que, assim como no caso dos protestos das últimas semanas, a indignação com o serviço público foi o que mais estimulou os dois compositores a escreverem a música. Ele também diz: "Esse sentimento de revolta já está no ar há algum tempo. Por acaso, acertamos na veia a semana da revolução, mas essa música é atual desde mil novecentos e bisavó matando aula".
Em agosto de 2013, Prexeca Bangers esteve trabalhando em um projeto com o Bonde da Stronda para lançar um 'hino da stronda'. Apesar de participarem de vários eventos juntos e serem os maiores pioneiros do estilo 'Stronda', este é o primeiro projeto em colaboração dos músicos. A canção nomeada "Nós Somos a Stronda" foi lançada em 30 de Setembro, sendo parte do álbum O Lado Certo da Vida Certa de Bonde da Stronda.
No dia 30 de outubro, os Prexeca Bangers lançaram a canção "Juízo Final", que faz parte de seu próximo álbum Piratão de Inverno, ela conta com participação de Phellipe Haagensen e é uma homenagem a todas crianças brasileiras e um "murro na cara" do sistema. Logo mais, em 15 de dezembro, foi lançado um quarto single, "Deuses Humanos", musica que é uma paradoxal pérola autobiográfica que celebra mais de uma década e meia dourada de amizade e parceria da dupla.

## Integrantes
- MC Fox$$ (Rodrigo Raposo) - vocal, composição.
- McMãe (Vitor Castro) - vocal, composição, beats.

## Discografia

### Álbuns
| Ano  | Álbum                    |
| ---- | ------------------------ |
| 2009 | Prexeca Bangers          |
| 2011 | Strondando a Porra Toda! |
| 2013 | Hits de Verão            |
| -    | Piratão de Inverno       |

### Singles
- "Samurai do Kama-Sutra" (2010)
- "Tem Muleh" (2011)
- "Eu Preparei Uma Bomba" (2011)
- "Maconheira do Amor" (2012)
- "Fugi do Hospício" (2012)
- "Pode Chamar Mais Muleh" (2013)
- ''Pra Cima de Moi' (2013)
- ''Estou em chamas'' (2014)

### Colaborações
- "Vivo pár mulé" de Dibob (2005)
- "Emprego novo" de Dibob (2009)[19]
- "Eu To Na Onda" de Leleco 22 (2011)
- "Não Pare" de Produtor Cyber (2012)
- "Nós Somos a Stronda" de Bonde da Stronda (2013)

### Videoclipes
| Ano  | Canção            | Informações                                                                                    |
| ---- | ----------------- | ---------------------------------------------------------------------------------------------- |
| 2011 | "Tem Muleh"       | - Lançamento: 23 de agosto de 2011 - Produção: Liga Entretenimento - Direção: Dandara Ferreira |
| 2013 | "Pra Cima de Moi" | - Lançamento: 19 de julho de 2013 - Produção: não indicado - Direção: não indicado             |